# معاهدة أيغون

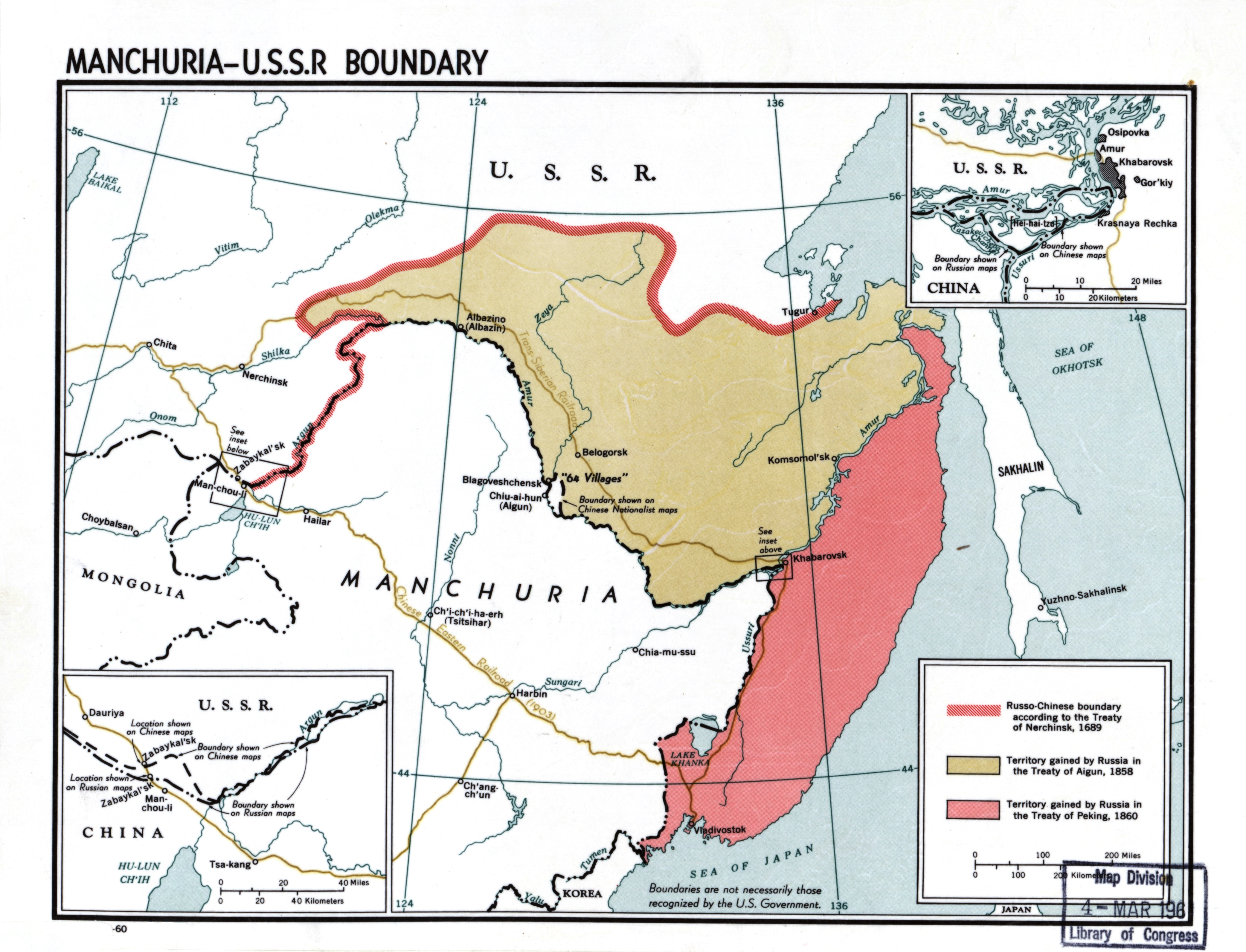
التغييرات في الحدود الروسية الصينية في القرنين السابع عشر والتاسع عشر

معاهدة أيغون كانت معاهدة عام 1858 بين الإمبراطورية الروسية وسلالة تشينغ في الصين التي حددت الكثير من الحدود الحديثة بين الشرق الأقصى الروسي ومنشوريا (موطن أجداد شعب مانشو ) ، والتي تُعرف الآن باسم شمال شرق الصين . عكست هذه المعاهدة, معاهدة نيرشينسك (1689) عن طريق نقل الأرض بين سلسلة جبال ستانوفوي ونهر أمور من تشينغ الصينية إلى الإمبراطورية الروسية. إستولت روسيا أكثر من 600,000 كيلومتر مربع (230,000 ميل2) من منشوريا.